# Tarijczyk
Tarijczyk (Tapecomys) – rodzaj ssaków z podrodziny bawełniaków (Sigmodontinae) w obrębie rodziny chomikowatych (Cricetidae).

## Zasięg występowania
Rodzaj obejmuje gatunki występujące w Boliwii i Argentynie.

## Morfologia
Długość ciała (bez ogona) 110–155 mm, długość ogona 114–158 mm, długość ucha 23–28 mm, długość tylnej stopy 26–35 mm; masa ciała 41–95 g.

## Systematyka
Rodzaj zdefiniowali w 2000 roku amerykańscy zoolodzy Sydney Anderson i Terry L. Yates na łamach Journal of Mammalogy. Na gatunek typowy autorzy wyznaczyli (oznaczenie monotypowe) tarijczyka pierwotnego (T. primus). 

### Etymologia
Tapecomys: Tapecua, Tarija, Boliwia; gr. μυς mus, μυος muos ‘mysz’.

### Podział systematyczny
Do rodzaju należą następujące gatunki:
- Tapecomys wolffsohni (O. Thomas, 1902) – liściouch boliwijski
- Tapecomys primus S. Anderson & Yates, 2000 – tarijczyk pierwotny